# 당신을 바꿀 여섯시
《당신을 바꿀 여섯시》는 JTBC의 교양 프로그램이다. 30~40대 주부들이 관심 가질 요리와 리빙, 인테리어 등에 생활의 지혜를 다루는 프로그램이다.

## 방송 시간
- 2013년 9월 16일 ~ 2013년 11월 7일 : 월~목요일 오후 5시 50분

## 동 시간대 프로그램
다음 동 시간대 프로그램은 평일 저녁 6시부터 방송된다.
| 방송 채널 | 프로그램                       | 방송 시간                                |
| --------- | ------------------------------ | ---------------------------------------- |
| KBS 2TV   | KBS 글로벌 24                  | 매주 월 ~ 금 저녁 6:00 ~ 6:30 (30분)     |
| KBS 2TV   | 생생 정보통                    | 매주 월 ~ 목 저녁 6:30 ~ 7:50 (80분)     |
| KBS 2TV   | 뮤직뱅크                       | 매주 금요일 저녁 6:30 ~ 7:50 (80분)      |
| KBS 1TV   | 6시 내고향                     | 매주 월 ~ 목 저녁 6:00 ~ 6:55 (55분)     |
| MBC       | 일자리 창조 프로젝트, 드림헌터 | 매주 월요일 저녁 6:20 ~ 7:15 (55분)      |
| MBC       | TV특종 놀라운 세상             | 매주 화요일 저녁 6:20 ~ 7:15 (55분)      |
| MBC       | 불만제로up                     | 매주 수요일 저녁 6:20 ~ 7:15 (55분)      |
| MBC       | 도전 발명왕                    | 매주 목요일 저녁 6:20 ~ 7:15 (55분)      |
| MBC       | 생방송 원더풀 금요일           | 매주 금요일 저녁 6:20 ~ 7:15 (75분)      |
| SBS       | 생방송 투데이                  | 매주 월 ~ 목 저녁 6:05 ~ 7:20 (75분)     |
| SBS       | 생방송 투데이                  | 매주 금요일 저녁 6:25 ~ 7:20 (55분)      |
| SBS       | 우리 아이가 달라졌어요         | 매주 금요일 오후 5:35 ~ 저녁 6:25 (50분) |